# USS Ralph Talbot (DD-390)
USS Ralph Talbot (DD-390) là một tàu khu trục lớp Bagley được Hải quân Hoa Kỳ chế tạo vào giữa những năm 1930. Nó là chiếc tàu chiến duy nhất của Hải quân Hoa Kỳ được đặt tên theo Trung úy phi công Thủy quân Lục chiến Ralph Talbot (1897-1918), người được tặng thưởng Huân chương Danh dự trong Chiến tranh Thế giới thứ nhất. Ralph Talbot đã phục vụ trong suốt Chiến tranh Thế giới thứ hai tại Mặt trận Thái Bình Dương cho đến khi chiến tranh kết thúc, được cho ngừng hoạt động năm 1946 để sử dụng như một mục tiêu cho việc thử nghiệm bom nguyên tử và bị đánh đắm do nhiễm phóng xạ nặng vào năm 1948.

## Thiết kế và chế tạo
Ralph Talbot được đặt lườn tại Xưởng hải quân Boston vào ngày 28 tháng 10 năm 1935. Nó được hạ thủy vào ngày 31 tháng 10 năm 1936; được đỡ đầu bởi bà Mary Talbot, mẹ Trung úy Talbot; và được đưa ra hoạt động vào ngày 14 tháng 10 năm 1937 dưới quyền chỉ huy của Hạm trưởng, Thiếu tá Hải quân H. R. Thurber. Trong cơn cuồng phong New England vào ngày 21 tháng 9 năm 1938 tàu frigate USS Constitution đã bị đứt dây neo và đam vào Ralph Talbot.

## Lịch sử hoạt động

### Trước chiến tranh
Trước khi Hoa Kỳ tham gia Chiến tranh Thế giới thứ hai, Ralph Talbot được phân về Hải đội Khu trục trực thuộc Lực lượng Chiến trận, hoạt động tại khu vực Đông Thái Bình Dương. Vào đầu năm 1941, nó được đại tu tại Xưởng hải quân Mare Island ở Vallejo, California, và vào tháng 4 năm 1941 đã gia nhập trở lại hạm đội tại San Diego, California. Đến giữa tháng, nó di chuyển đến Trân Châu Cảng, nơi nó hoạt động cho đến hết thời gian còn lại của năm.

### Thế Chiến II

#### Trân Châu Cảng
Neo đậu tại Trân Châu Cảng vào buổi sáng ngày 7 tháng 12 năm 1941, thủy thủ đoàn của Ralph Talbot đã vận hành các khẩu pháo của nó và bắt đầu chuẩn bị lên đường chỉ trong vòng vài phút sau khi cuộc tấn công nổ ra. Đến 09 giờ 00, nó đang trên đường rời cảng và đã bắn rơi máy bay đối phương đầu tiên. Sau trận tấn công, nó truy tìm tàu ngầm đối phương, và vào ngày 14 tháng 12 đã ra khơi cùng Lực lượng Đặc nhiệm 14 cho lượt đầu tiên trong một loạt nhiệm vụ hộ tống tàu sân bay.

#### 1942
Vào tháng 1 năm 1942, Ralph Talbot khởi hành cùng với Lực lượng Đặc nhiệm 8 cho các cuộc bắn phá các vị trí của quân Nhật tại các quần đảo Marshall và Gilbert, và trong tháng 2 và tháng 3 lần lượt xuống các đảo Wake và Marcus. Quay trở về Trân Châu Cảng cùng với Lực lượng Đặc nhiệm 16 vào ngày 9 tháng 3, nó gia nhập Lực lượng Đặc nhiệm 15 vào ngày 19 tháng 3, và trong suốt tháng 5 đã hộ tống các đoàn tàu vận tải đi lại giữa quần đảo Hawaii và vùng bờ tây. Đến đầu tháng 6, nó hộ tống cho các tàu phụ trợ tại khu vực Tây Bắc Hawaii tiếp nhiên liệu và tiếp liệu cho những người chiến thắng sau trận Midway, rồi hộ tống cho Lực lượng Đặc nhiệm 16 quay trở về Trân Châu Cảng. vào ngày 14 tháng 6, chiếc tàu khu trục lên đường đi Australia và New Zealand, rồi lại khởi hành vào ngày 22 tháng 7, đi đến khu vực quần đảo Solomon, khởi đầu một chuỗi các hoạt động tích cực tại đây.
Được phân về Đội đặc nhiệm 62.6, Ralph Talbot hộ tống nhóm vận chuyển đi Guadalcanal, đến nơi vào sáng ngày 7 tháng 8, và đã tuần tra ngoài khơi khu vực vận chuyển trong suốt quá trình đổ bộ. Sang ngày 8 tháng 8, nó đảm nhận tuần tra về phía Bắc đảo Savo, và đến 01 giờ 45 phút ngày 9 tháng 8 đã nhận được tin tức về ba tàu đối phương hiện diện phía trong đảo Savo. Không lâu sau đó, một cuộc đấu pháo hạng nặng diễn ra về phía Tây Nam mở đầu Trận chiến đảo Savo. Nữa giờ sau đó, Ralph Talbot bị bắn nhầm bởi một tàu khu trục bạn. Sai lầm nhanh chóng được sửa chữa, nhưng chỉ vài phút sau một tàu tuần dương đối phương xuất hiện bên mạn trái phía đuôi; cả hai đồng thời nổ súng và chiếu đèn pha vào nhau. Đèn pha của Ralph Talbot đã bị trục trặc trước đó, nên chiếc tàu khu trục bị chiếu sáng trúng phát đạn đầu tiên vào phòng hải đồ, làm hỏng thiết bị radar và các bảng mạch điện, và bùng lên các đám cháy. Thêm ba phát trúng đích khác tiếp nối nhau, trúng vào phòng nghỉ, đuôi tàu bên mạn phải và bên dưới khẩu pháo số 4. Trong số mười hai người thiệt mạng có vị bác sĩ và dược tá của con tàu.
Lúc 02 giờ 21 phút, Ralph Talbot ngừng bắn. Đối phương đã biến mất, nhưng những hư hại mà nó gánh chịu tạo ra một cuộc chiến đấu mới. Lửa bao trùm cầu tàu, và con tàu nghiêng nặng sang mạn phải. Giảm tốc độ còn một phần ba, nó hướng về phía Savo. Lúc 02 giờ 30 phút, liên lạc vô tuyến cả hai chiều đều bị cắt đứt, nhưng hai mươi phút sau đó, nó cặp gần bờ nơi các thủy thủ tiếp tục cuộc chiến để cứu nó. Đến 03 giờ 30 phút, việc hỏa hoạn và ngập nước được kiểm soát và công việc sửa chữa bắt đầu. Không lâu sau 07 giờ 00, việc thông tin liên lạc được tái lập, và đến 12 giờ 10 phút việc sửa chữa, bao gồm các tấm đệm lót vào lườn tàu, đủ cho phép nó bắt đầu hành trình quay trở về Hoa Kỳ để sửa chữa.
Đi đến Xưởng hải quân Mare Island vào ngày 11 tháng 9, Ralph Talbot lại lên đường hướng sang phía Tây vào ngày 11 tháng 11 sau khi được sửa chữa. Việc thực tập huấn luyện tại khu vực quần đảo Hawaii kéo dài cho đến giữa tháng 12, và vào ngày 16 tháng 12 nó lên đường đi Australia.

#### 1943
Ralph Talbot đi đến Brisbane vào ngày 2 tháng 1 năm 1943, và cho đến ngày 10 tháng 5 đã tiến hành thực tập huấn luyện và hộ tống vận tải dọc theo bờ biển Đông và Bắc lục địa này. Vào ngày 13 tháng 5, nó đi đến Nouméa thi hành những nhiệm vụ tương tự trong khi lực lượng Đồng Minh tiến quân dọc lên quần đảo Solomon.
Vào ngày 30 tháng 6, Ralph Talbot hỗ trợ cho cuộc đổ bộ lên Rendova mở đầu chiến dịch New Georgia, và đã cứu vớt 300 người sống sót từ chiếc McCawley (APA-4) chỉ trong vòng vài giờ sau khi hoàn tất việc đổ bộ. Vào ngày 5 tháng 7, nó cho đổ bộ những đơn vị thuộc Trung đoàn Bộ binh 148 lên Rice Anchorage sau khi trấn áp khu vực đổ bộ bằng hỏa lực pháo 5 inch. Vào các ngày 9 và 11 tháng 7, nó tham gia bắn phá Munda và trong đêm 12 tháng 7 đã tham gia cùng Đội đặc nhiệm 36.1 trong một đợt càn quét Cái Khe (eo biển New Georgia). Các tàu chiến Đồng Minh đã đụng độ một tàu tuần dương và năm tàu khu trục đối phương hộ tống các tàu khu trục vận tải trong Trận Kolombangara. Sau trận chiến, việc cứu hộ chiếc Gwin (DD-433) bị ngăn trở bởi các cuộc không kích của đối phương, và Ralph Talbot đã phóng ngư lôi đánh đắm chiếc tàu khu trục đã hư hại nặng.
Trong suốt tháng 8, tháng 9 và cho đến tháng 10, tiếp tục nhiệm vụ tuần tra và hộ tống vận tải tại khu vực quần đảo Solomon. Vào ngày 27 tháng 10, nó đi đến Australia, rồi tiếp tục đi vịnh Milne, đến nơi vào ngày 3 tháng 11, làm nhiệm vụ tuần tra phòng không và chống tàu ngầm và hộ tống vận tải. Đến giữa tháng nó quay trở lại Tulagi một thời gian ngắn, rồi tiếp nối các hoạt động ngoài khơi New Guinea. Trong đêm 29 tháng 11, nó tham gia một cuộc bắn phá của Lực lượng Đặc nhiệm 74 xuống các vị trí quân Nhật tại New Britain. Vào giữa tháng 12, nó hỗ trợ cho cuộc đổ bộ lên Kiriwina trong khi Đồng Minh chiếm đóng quần đảo Trobriand; rồi cho đến cuối tháng nó quay trở về New Britain hỗ trợ cho cuộc đổ bộ lên mũi Gloucester. Cho đến cuối năm, nó luân phiên thời gian tuần tra giữa Buna thuộc New Guinea và mũi Gloucester.

#### 1944
Vào ngày 1 tháng 1 năm 1944, Ralph Talbot lên đường cùng Lực lượng Đặc nhiệm 76 cho hoạt động bắn phá chuẩn bị, và sau đó là cho cuộc đổ bộ lên Saidor. Nó sau đó hộ tống cho các tàu vận chuyển lực lượng tăng cường đến cả Saidor và mũi Gloucester. Vào đầu tháng 2, nó quay trở lại vịnh Milne, rồi lên đươông quay trở về Hoa Kỳ để đại tu.
Vào giữa tháng 5, Ralph Talbot khởi hành từ San Francisco để đi Trân Châu Cảng, và một tháng sau đã lên đường đi Eniwetok và Saipan như tàu hộ tống vận tải. Đi đến cảng Garapan vào ngày 5 tháng 7, nó cung cấp hỏa lực hỗ trợ cho lực lượng trên bờ, di tản người bị thương, và vào ngày 7 tháng 7 đã quay trở lại nhiệm vụ hộ tống vận tải tại khu vực Marshall và Mariana. Quay trở lại Saipan vào ngày 25 tháng 7, nó bắn pháo hỗ trợ và hỏa lực quấy phá lên bờ tại Tinian vào ngày 27 tháng 7. Tiếp nối nhiệm vụ hộ tống vận tải cho đến tháng 8, nó gia nhập Đội đặc nhiệm 38.4 tại Eniwetok, và vào ngày 28 tháng 8 đã lên đường tham gia các cuộc không kích xuống các quần đảo Volcano và Bonin từ ngày 31 tháng 8 đến ngày 2 tháng 9; Yap trong các ngày 7 và 8 tháng 9; và Palaus từ ngày đến ngày 10 đến ngày 19 tháng 9.
Sau cuộc tấn công xuống Palaus, lực lượng đặc nhiệm rút lui về Manus; rồi quay trở lại Palaus, nơi trong tháng 10, họ lên đường để tấn công các căn cứ và tàu bè Nhật tại Okinawa, Luzon và Đài Loan. Vào ngày 14 tháng 10, lực lượng đặc nhiệm quay trở lại tấn công các vị trí trên đảo Luzon, tiếp tục các cuộc không kích cho đến ngày 19 tháng 10. Sang ngày 20 tháng 10, nó đã hỗ trợ cho việc đổ bộ lên Leyte, rồi quay trở lại cho các hoạt động ngoài khơi Luzon. Vào ngày 24 tháng 10, nó đi lên phía Bắc để ngăn chặn Lực lượng tàu sân bay phía Bắc của Nhật Bản, và vào ngày hôm sau chiếc tàu khu trục đã hộ tống các tàu chiến lớn trong Trận chiến ngoài khơi mũi Engaño; đến ngày 31 tháng 10, lực lượng rút lui về Ulithi.
Ralph Talbot được cho tách khỏi lực lượng đặc nhiệm tàu sân bay vào ngày 16 tháng 11, và gia nhập Đệ Thất hạm đội vào ngày 17 tháng 11. Nó đã cùng các tàu sân bay hộ tống thuộc Đội đặc nhiệm 77.4 tuần tra các tuyến đường vận chuyển trong khu vực vịnh Leyte cho đến ngày 27 tháng 11, khi nó lên đường đi Kossol Roads. Vào ngày 12 tháng 12, nó quay trở lại vịnh Leyte, bảo vệ cho các tàu sân bay hộ tống đi đến biển Sulu cho các hoạt động nhằm hỗ trợ cuộc đổ bộ lên Mindoro. Sau một giai đoạn nghỉ ngơi ngắn tại Manus, nó chuẩn bị cho chiến dịch lớn tiếp theo nhằm chiếm đóng Luzon.

#### 1945
Khởi hành từ quần đảo Admiralty vào ngày 27 tháng 12, Ralph Talbot đi đến phía Bắc Kossol Roads vào ngày 1 tháng 1 năm 1945, và lên đường cùng một đội tàu sân bay bay hộ tống. Vào ngày 4 tháng 1, chiếc Ommaney Bay (CVE-79) bị một máy bay tấn công cảm tử kamikaze đánh trúng, và đến ngày 6 tháng 1, lực lượng đi đến ngoài khơi vịnh Lingayen. Cho đến ngày 17 tháng 1, chiếc tàu khu trục đã hộ tống cho các tàu sân bay khi chúng hỗ trợ trên không cho lực lượng tấn công, cho đến khi quay trở về Ulithi vào ngày 23 tháng 1 để tiếp liệu. Được điều sang Đệ Ngũ hạm đội vào tháng 2, nó lên đường đi Saipan nơi nó hộ tống các tàu vận tải đi Iwo Jima. Từ ngày 16 đến ngày 27 tháng 1, nó tuần tra ngoài khơi hòn đảo này trước khi quay trở về Saipan.
Quay trở lại Ulithi vào ngày 5 tháng 3, Ralph Talbot ở lại căn cứ này cho đến ngày 20 tháng 4, khi nó lên đường đi Okinawa. Đi đến Hagushi vào ngày 26 tháng 4, nó trình diện để hoạt động cùng Đội đặc nhiệm 51.5 và tiến hành tuần tra phòng không. Lúc 22 giờ 00 ngày 27 tháng 4, đang khi tuần tra tại nơi thả neo, nó bị hai máy bay kamikaze tấn công; chiếc thứ nhất đâm vào phía đuôi mạn phải trong khi chiếc thứ hai suýt trúng đâm xuống nước ở phía đuôi mạn trái. Các đội kiểm soát hư hỏng đã ngăn chặn được việc ngập nước lúc 22 giờ 13 phút, và trong vòng vài phút PCE-852 đã cặp bên mạn để hỗ trợ với một đội y tế. Chiếc tàu khu trục sau đó quay trở về Kerama Retto để sửa chữa. Đến ngày 20 tháng 5, nó lên đường quay trở lại khu vực thả neo Hagushi, nơi nó lại tham gia lực lượng bảo vệ phòng không. Sang ngày 26 tháng 5, nó chuyển đến Nakagusuku Wan, rồi quay trở lại Kerama Retto, nơi nó tham gia bảo vệ các tàu sân bay hộ tống. Một tháng sau, nó lên đường đi Leyte, rồi đi Saipan. Tại đây nó làm nhiệm vụ hộ tống vận tải, và cho đến hết thời gian còn lại của chiến tranh hoạt động giữa khu vực quần đảo Marianna và quần đảo Ryukyus. Vào tháng 8, nó tham gia hoạt động cứu hộ tại biển Philippine sau khi chiếc tàu tuần dương hạng nặng USS Indianapolis bị đánh đắm tại khu vực này. Nó cứu vớt người sống sót, và bốn ngày sau đã quay trở lại đảo san hô Ulithi tiếp tục nhiệm vụ.

### Sau chiến tranh
Vào ngày 1 tháng 9, Ralph Talbot hộ tống tàu tuần dương hạng nặng USS Portland đi từ Guam đến Truk, và vào ngày 2 tháng 9 đã canh phòng trong khi lực lượng Nhật Bản tại hòn đảo pháo đài này chính thức đầu hàng trong một buổi lễ diễn ra trên chiếc tàu tuần dương. Quay trở về Guam vào ngày 3 tháng 9, nó lên đường đi Saipan, Okinawa và Nhật Bản vào ngày 5 tháng 9, và cho đến tháng 10 đã hoạt động tại khu vực phía Nam Nhật Bản và Okinawa, trước khi lên đường quay trở về Hoa Kỳ vào ngày 29 tháng 10.
Trình diện để hoạt động cùng Bộ chỉ huy Tiền phương Biển phía Tây sau khi quay trở về vào ngày 19 tháng 11, Ralph Talbot được điều động vào Lực lượng Đặc nhiệm Phối hợp 1 vào tháng 5 năm 1946, và được chỉ định để sử dụng như một mục tiêu trong Chiến dịch Crossroads, cuộc thử nghiệm bom nguyên tử tại đảo san hô Bikini vào tháng 7 và tháng 8 năm 1946. Sống sót qua cả hai vụ nổ trên không và dưới nước, nhưng bị nhiễm phóng xạ nặng, nó được kéo đến Kwajalein, nơi nó được cho xuất biên chế vào ngày 29 tháng 8 năm 1946, và cuối cùng bị đánh đắm tại vùng nước sâu vào ngày 8 tháng 3 năm 1948. Tên nó được cho rút khỏi danh sách Đăng bạ Hải quân vào ngày 5 tháng 4 năm 1948.

## Phần thưởng
Ralph Talbot được tặng thưởng mười bốn Ngôi sao Chiến trận do thành tích phục vụ trong Chiến tranh Thế giới thứ hai.